# شيلب
الشَّيْلَبُ أو شلبة (الاسم العلمي: Schilbe) هو جنس من الأسماك يتبع فصيلة الشيلبيات من رتبة سلوريات الشكل.

## أنواع الشيلب
- شيلب لحوي أو أم دنقيس
- شيلب أنغولي
- شيلب بنغالي
- شيلب زائيري
- شيلب صغير اللحية
- شيلب عريض الرأس
- شيلب متوسط
- شيلب مرمري
- شيلب موبيوسي
- شيلب يانغامبي